# جامعة شيامن
جامعة شيامن (بالصينية: 厦门大学) (بالبينيينة: Xiàmén Dàxué) واختصارها شيا دا (بالصينية: 厦大) و(بلغة الماندرين الصينية: Ha Tai) ويُلفظ الاسم: ها تاي (بالصينية: 厦大) (بالبيخوتسية: Hā Tāi)؛ جامعة أبحاث عامة في مدينة شيامن أحد مقاطعات فوجيان بالصين. تأسست الجامعة في عام 1921 من قبل تان كاه كي وهو عضو من المغتربين الصينيين. وهي مصنفة بشكل دائم كواحدة من أفضل المؤسسات الأكاديمية في جنوب الصين، مع نقاط القوة في الاقتصاد والإدارة والفنون الجميلة والقانون والكيمياء والصحافة والاتصالات، والرياضيات. اليوم تستضيف جامعة شيامن أكثر من 40,000 طالب في حرمها الجامعي.

## التاريخ

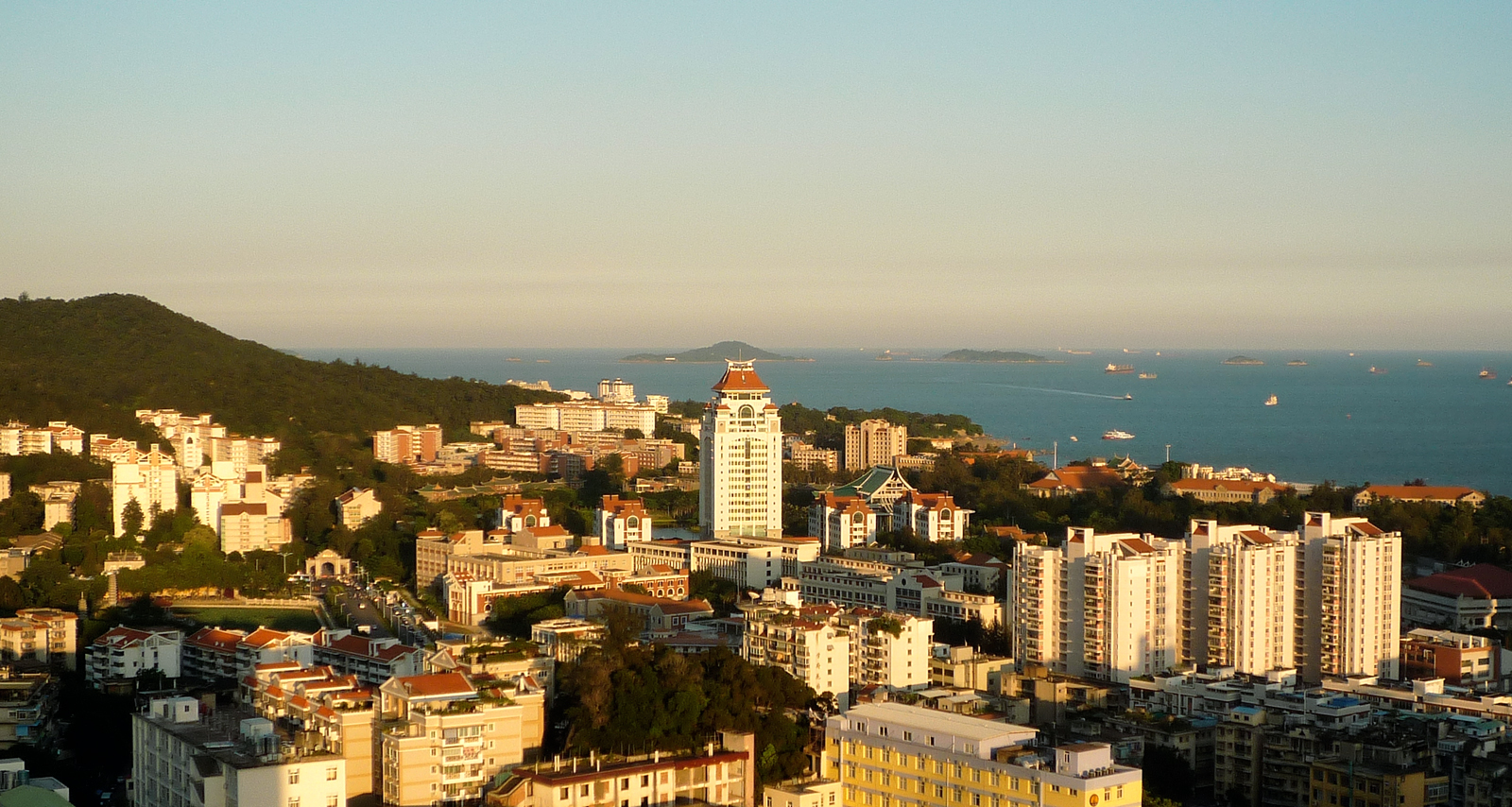
منظر بانورامي لجامعة شيامن، مع وجود حرم جامعي جديد في المقدمة والحرم الأصلي بالقرب من الشاطئ

في عام 1919، تبرع رجل الأعمال الصيني المغترب تان كاه كي بملايين الدولارات لإنشاء الجامعة في المدينة. تأسست الجامعة عام 1921. نقل تان إدارة الجامعة إلى الحكومة القومية في عام 1937، وأصبحت المؤسسة جامعة وطنية.
في المعرض الدولي الثاني عشر لعام 1926 في فيلادلفيا بالولايات المتحدة الأمريكية، كانت الجامعة واحدة من خمس مؤسسات تم اختيارها للمشاركة في المعرض عن التعليم في الصين.

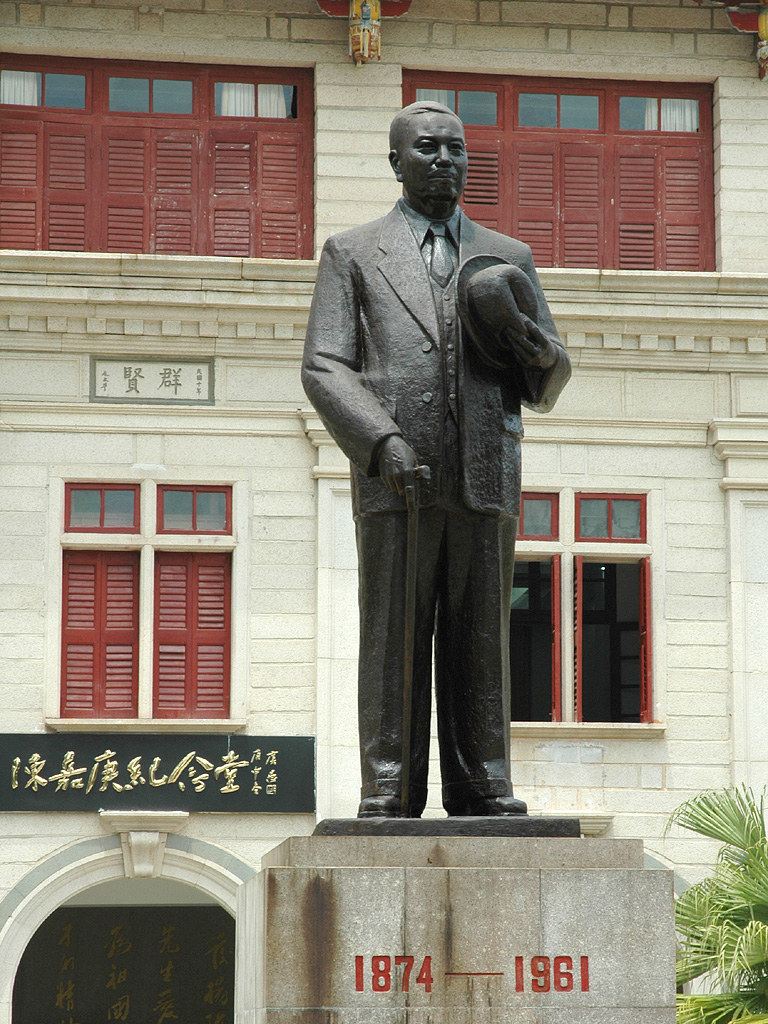
تمثال للسيد تان كاه كي، أمام القاعة التذكارية الموجودة داخل جامعة شيامن.

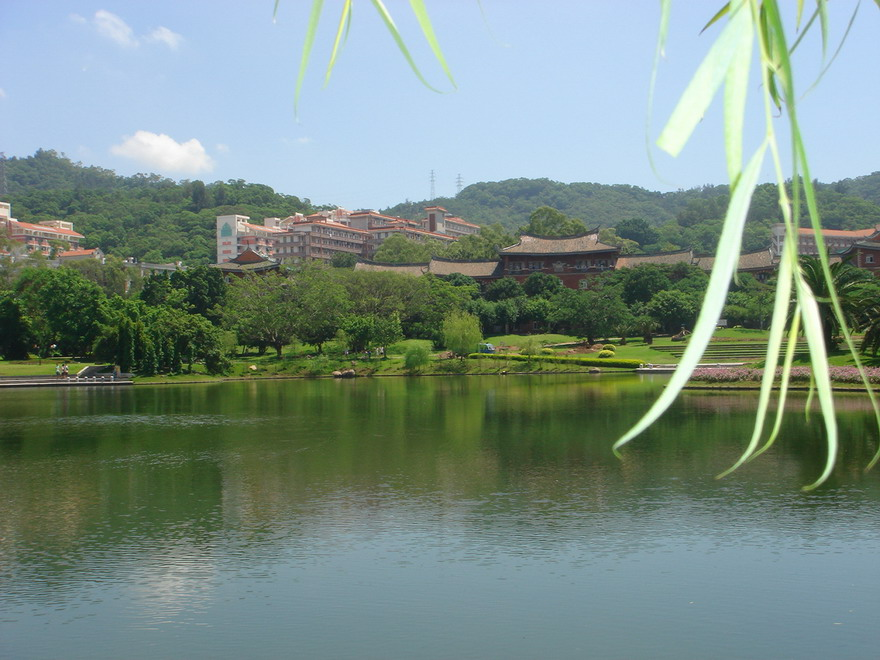
بحيرة فورونج

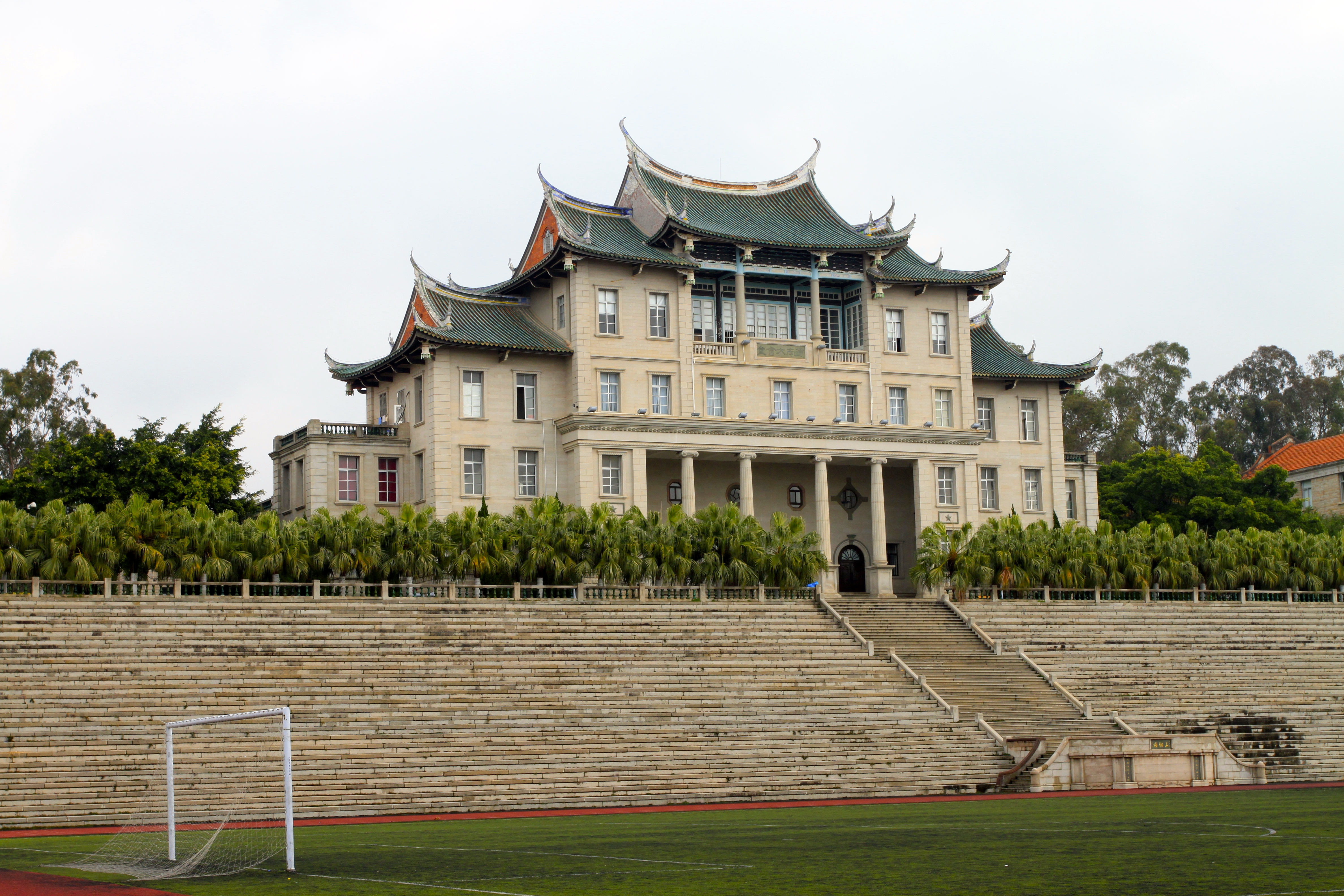
قاعة جيانان

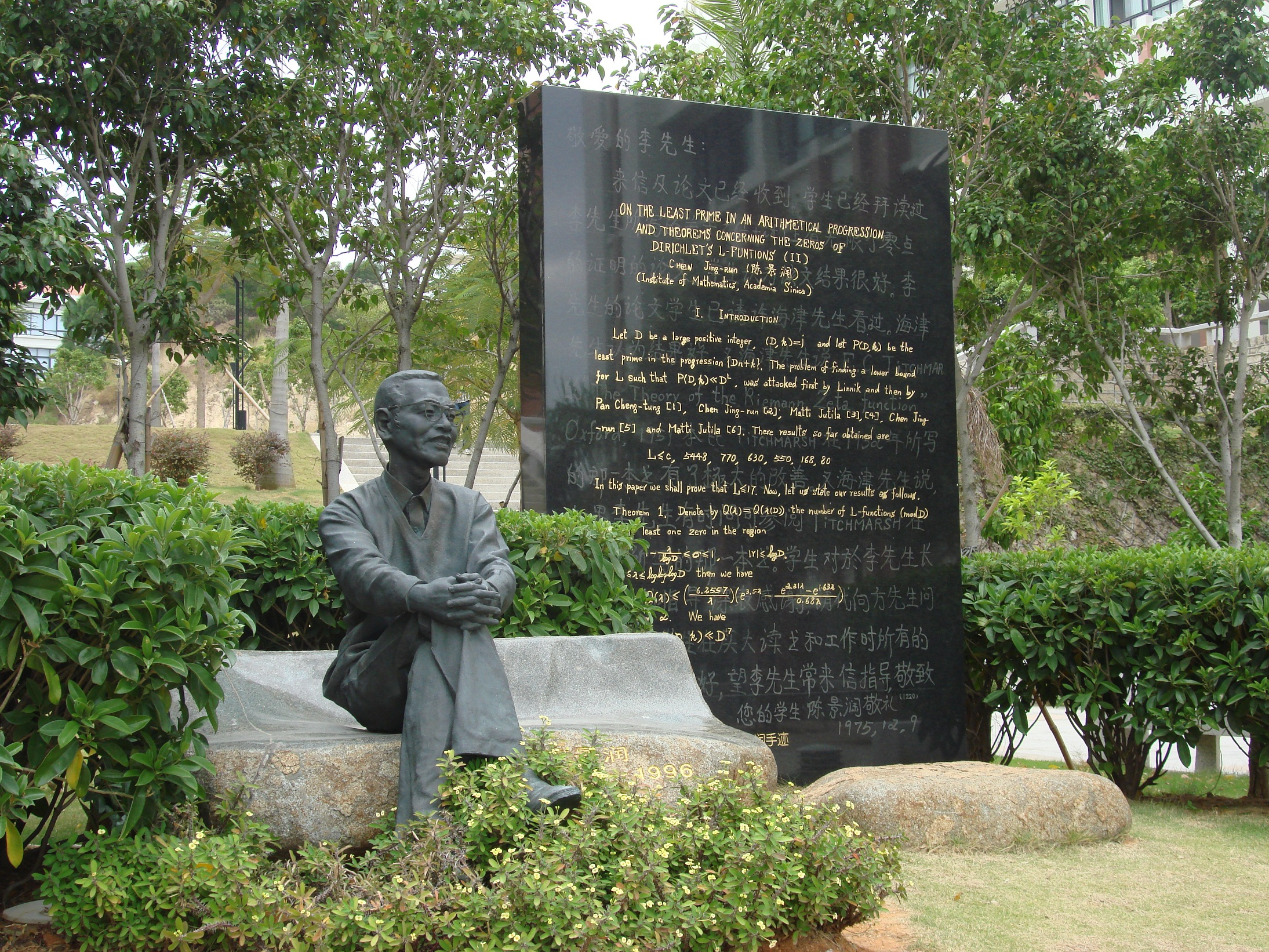
تمثال لعالم الرياضيات البارز تان كينجلون (陈景润)

في عام 1938، عند اندلاع الحرب الصينية اليابانية الثانية، انتقلت الجامعة مؤقتًا إلى تشانغتينغ في غرب فوجيان هربًا من الغزو الياباني للمناطق الساحلية الصينية.
في نهاية الحرب العالمية الثانية في عام 1946، عادت إدارة الجامعة إلى شيامن واستأنفت عملها الطبيعي. في عام 1952 أصبحت جامعة شاملة تضم الفنون والعلوم. وفي عام 1963 تم تصنيفها كجامعة حكومية رئيسية.

## الكليات والمعاهد البحثية
اعتبارًا من 1 سبتمبر 2017، تألفت جامعة شيامن من 20 كلية بها 44 قسمًا، إلى جانب العديد من معاهد البحث الرئيسية، وأبرزها:
- كلية العلوم الإنسانية
- مدرسة اللغات والثقافات الأجنبية
- كلية الصحافة والاتصال
- كلية حقوق
- كلية تان كاه كي
- أكاديمية شيامن للقانون الدولي [3][4]
- كلية الشؤون العامة
- كلية الاقتصاد
- معهد وانغ يانان للدراسات في الاقتصاد
- مدرسة الإدارة
- كلية الآداب
- كلية الكيمياء والهندسة الكيميائية
- كلية الفيزياء والهندسة الميكانيكية والكهربائية
- كلية علوم المحيطات والبيئة
- مدرسة علوم الحياة
- كلية علوم وتكنولوجيا المعلومات
- كلية العلوم والتكنولوجيا الإلكترونية
- مدرسة الرياضيات
- مدرسة البرمجيات
- كلية الطب
- كلية العمارة والهندسة المدنية
- كلية التربية بالخارج
- كلية تعليم الكبار
- الكلية الفنية المهنية
- كلية التربية على الإنترنت
- كلية العلوم الصيدلانية

## خريجون متميزون
- جريجوري تشاو - خبير اقتصادي
- تشين جينغرون - عالم رياضيات
- لين يوتانج - كاتب ومخترع صيني
- يو كوانغ تشونغ - كاتب وشاعر ومربي وناقد تايواني
- شيه اكسيد - رئيس جامعة فودان من 1983 إلى 1989
- لو شيون - كاتب
- ريموند لام - فنان ومغني هونغ كونغ (التحق لمدة عام واحد، 1996)
- فاي وونغ - مغني
- تشانغ قاولى - سكرتير لجنة تيانجين للحزب الشيوعى الصينى وعضو المكتب السياسى للحزب الشيوعى الصينى
- لي وو شي - قاضي محكمة مقاطعة كينمن
- هوانغ وي - مبرمج
- باي كون - روائي مسيحي طليعي.